# Kalvhöjden
Kalvhöjden är ett naturreservat i Sunne kommun i Värmlands län.
Området är naturskyddat sedan 1972 och är 4 hektar stort. Reservatet består av ålderdomligt odlingslandskap som slåttras.